# 埃普索姆行动
埃普索姆行动（英語：Operation Epsom），又称第一次奥东河战役，是英军在二战中于1944年6月26日至30日（诺曼底战役期间）发动的一场攻势。该攻势的目的为包抄及夺取德占法国城市——卡昂，该城市是盟军在霸王行动初期阶段的一个重要目标。
埃普索姆行动于6月26日发动，先前发动的无足鸟行动保证了推进的右翼安全。行动开始阶段，第15（苏格兰）步兵师的属部在一阵徐进弹幕射击的掩护下发起推进。不幸的是，英格兰上空的糟糕天气迫使英军最终取消了轰炸机支援，因此在行动期间仅有少量的空中掩护。第15（苏格兰）师在第31坦克旅的支援下持续推进。至26日末尾，虽然在侧翼防御方面存在问题，但第15苏格兰师已攻占大量德军前哨线。经过接下来两天的激烈战斗，英军稳固并扩展了位于奥东河对岸的据点。英军随后继续扩展突出部，第43（威塞克斯）步兵师亦参加了行动。德军在投入了所有兵力之后遏制住了攻势，其中包括两个抵达诺曼底不久的装甲师，这两支部队原本计划用来对巴约附近英军与美军发起攻势。由于德军的猛烈反攻，部分渡河作战的英军部队至迟于6月30日撤军，行动随即结束。
在行动中，交战双方均受到一定伤亡。但与伯纳德·蒙哥马利（诺曼底战役中的盟军上将，第21集团军群司令）不同，埃尔温·隆美尔（国防军元帅，B集团军群司令）由于前线的防御需求无法在战役结束后将部队调回后方休整。英军因此保有了主动权，并在接下来的两周内发动了数次进攻，最终于七月中旬的查恩伍德行动中攻占卡昂。尽管历史学者对于埃普索姆行动的目的与指挥有着不同的看法，但该行动对于诺曼底地区兵力的制衡效果得到了普遍赞同。

## 背景
位于诺曼底的城市卡昂，是于6月6日登陆宝剑海滩的英国陆军第3步兵师的攻占目标。在英国官方历史学家莱昂内尔·埃利斯眼中，攻占卡昂是一场充满“雄心”的行动，但这却是约翰·克罗克中将及其英军第一军在D日最为重要的任务。霸王行动需要英军第二集团军清肃这座城市并形成一道从科蒙莱旺泰到卡昂东南面的前线。从而保护届时正在夺取瑟堡的美军第一集团军的左翼并为己方机场夺取空间。
占领卡昂及其周围地区可以为第二集团军提供一个向南推进的集结地，并可进而攻占法莱斯。法莱斯可作为盟军接下来向阿尔让唐以及图克河推进的枢纽。登陆滩头的拥挤情况阻碍了第3步兵师部署其装甲兵力，并迫使其向重点防守的德军阵地（其沿一条通向该城镇全长9.3英里的道路部署）发起进攻。德军第21裝甲師将第3步兵师阻挡于城市之外，因而其无法于D日对卡昂发起大规模进攻。后续的进攻由于德军的援军部队抵达而告失败。英军放弃直接进攻卡昂，并于6月7日发动了栖木行动——一场由第一军及第三十军发动的钳形攻势，意图从东西方向包围卡昂。
第一军从奥恩河桥头堡向南推进，但德军第21装甲师将其阻挡。由第三十军从卡昂西侧发动的攻势在瑟勒河畔蒂伊前方被德军装甲教导师所抵挡。为击退装甲教导师，英军第7装甲师属部突破科蒙附近的德军前线缺口并继而占领维莱博卡日。维莱博卡日战役导致第7装甲师的先头部队遭受伏击并撤出小镇，但装甲教导师亦于6月17日被迫撤军。第三十军于随后占领瑟勒河畔蒂伊。
后续攻势以及第7装甲师的另一场进攻均因6月19日英吉利海峡的一场强风暴而取消。风暴持续了三天并进一步延迟了盟军的集结。大部分已出航的船舶及登陆艇都被迫返回英国港口；部分牵引驳船以及负载（包括桑树人工港中2.5英里（4.0公里）的浮桥道路）丢失，另有800艘载具搁浅于诺曼底海滩直到7月的大潮到来。
英军于栖木行动后开始计划代号为无畏行动（Operation Dreadnought）的第二波攻势。该行动计划由英军第八军（军长为理查德·欧康纳）自奥恩河桥头堡发动并从东面包抄卡昂。但欧康纳在视察阵地后对该行动表示反对，无畏行动随即取消。同时，一场向埃夫勒西的进攻行动也在经过考虑后取消（决策者可能是蒙哥马利或者登普西，后者为英军第二集团军司令）。19日至22日的天气情况迫使盟军飞机无法起飞。德军利用这一间歇加强了其防御，其在步兵阵地布雷以强化防御，并部署约70门88毫米炮至灌木地带以火力封锁通向卡昂的道路。

## 计划
6月20日，希特勒命令B集团军群司令埃尔温·隆美尔元帅在科蒙莱旺泰（科蒙）与圣洛之间发动对盟军的反攻。其目标为夺回巴约（该城市于6月7日被英军占领）及海岸，以此在美军与英军之间打通一条走廊。德军为这次任务调配了4个党卫军装甲师和1个陆军装甲师。黨衛軍第2裝甲軍作为进攻矛头，该装甲军下辖两个不久前从东线调来的装甲师——党卫军第9装甲师“霍亨斯陶芬” 以及党卫军第10装甲师“弗伦茨贝格”。党卫军第1装甲师（阿道夫·希特勒警卫旗队师）、党卫军第2装甲师（帝国师）以及第2装甲师将支援进攻行动。这些单位的坦克大多为四号坦克以及豹式坦克，同时补充有突击炮（sturmgeschütz）以及虎式坦克——豹式与虎式坦克是二战中德军最为优良的装甲车辆之一。
6月18日，蒙哥马利命令登普西发动新一轮的钳形攻势并攻占卡昂。最初的计划要求第一军以及第三十军向卡昂西侧发动为期4天的进攻，随后第八军将于6月22号从奥恩河桥头堡向卡昂东侧发动主攻。但高层随后意识到无法集结第八军到狭窄的奥恩河桥头堡，行动遂在第二天得到修改。一场预备行动将于主攻开始的三天前展开。第一军的第51（苏格兰高地）步兵师从奥恩河桥头堡向南进攻以阻止第21装甲师属部进行调动。无足鸟行动将在埃普索姆行动发起前一天展开，行动中第49（西赖丁）步兵师与第8装甲旅（第三十军）负责占领西南方向的高地遂而保护第八军的右翼。
新抵达的规模60,244人的第八军将作为埃普索姆行动的主攻单位。第八军将从加拿大第3步兵师夺得的海滩阵地发起进攻。其行动分为四个阶段进行，最终目标为卡昂南面的莱兹河畔布雷特维尔附近的高地。第八军将由736门火炮、三艘巡洋舰以及罗伯茨号浅水重炮舰提供火力支援。英国皇家空军将会在进攻发起前预先出动250架轰炸机进行轰炸任务并在随后进行近距离空中支援（close air support）。
第15（苏格兰）步兵师将会作为进攻的先头部队。在代号为“痛风”的第一进攻阶段，其任务为夺取圣芒维厄诺尔雷与舍镇。在代号为“宿醉”的第二阶段，该师需要占领数座奥东河上的桥梁并占领穆昂与奥东河畔格兰维尔。如果在进攻开始阶段未遭到德军的强烈抵抗，第11装甲师将会奇袭（coup de main）占领奥东河上的桥梁。在进攻最初的两个阶段内，第43（威塞克斯）步兵师——该步兵师将在6月28日得到一个来自近卫装甲师的步兵旅的加强——将留在进攻初始地区作为预备队。

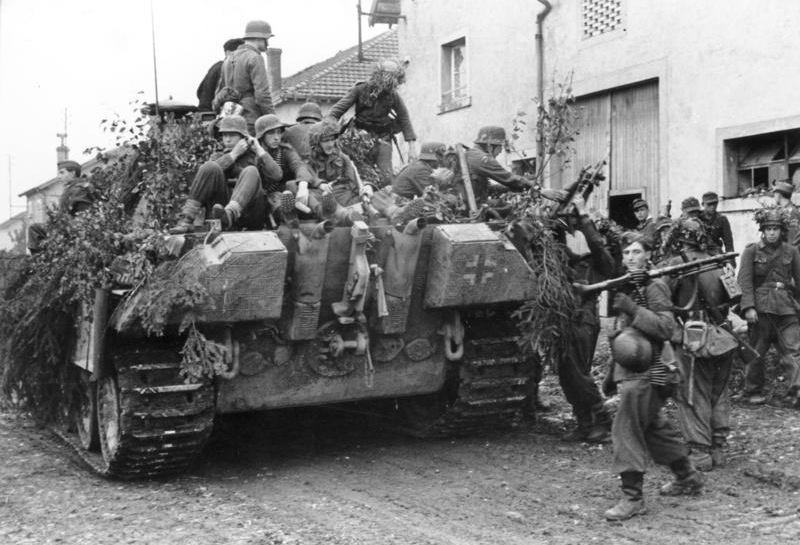
德军装甲掷弹兵从一辆豹式坦克跳下。

在代号为“脓包”的第三阶段，第43步兵师将会前进并接替奥东河以北的苏格兰步兵师。第15步兵师将会在河对岸集结并占领重镇以扩展桥头堡阵地。在代号为“甲状腺肿”的最后阶段，第43师属部将抵达河对岸并防守已攻占的地区，而第15师将继续扩展桥头堡阵地。第11装甲师将尝试突破奥恩河并向进攻的最终目标莱兹河畔布雷特维尔挺进。配属至第11装甲师的第4装甲旅被限制仅在奥东河与奥恩河之间的地区行动，以保护军团侧翼。在必要时该部可向西面或直接向卡昂发起进攻。
第一军将会视第八军进攻的结果而发动代号为“阿伯劳尔”（Aberlour）与“渥太华”（Ottawa）的增援行动。先前的第3步兵师在一个加拿大步兵旅的支援下将向卡昂的北面发动进攻。在后续行动中，加拿大第3步兵师及加拿大第2装甲旅将会占领位于卡尔皮屈埃（Carpiquet）的村舍及机场。埃普索姆行动原计划定于6月22日发动，但由于人员及物资短缺，行动最终推迟至6月26日。英军预期在行动的初期阶段将与已减员的党卫军第12装甲师（希特勒青年师）、第21装甲师属部以及装甲教导师交战。

## 无足鸟行动

卡昂西面地形图

6月23日，第51（高地）步兵师下辖的第152（高地）步兵旅向德军发动进攻。英军高地步兵在破晓前即向圣奥诺里纳卡德耐（Sainte-Honorine-la-Chardronette）挺进。为达到奇袭效果，其未在进攻前对德军展开炮轰。尽管高地步兵在当日早晨遭到了第21装甲师汉斯·冯·卢克战斗群的反攻，但英军在午时之前已将村镇牢牢占领。由此德军的注意力及物资被高地步兵成功的进攻所转移，而此时第八军团正在筹划自奥恩河桥头堡阵地发动进一步进攻。
6月25日4时15分，第49（西赖丁）步兵师在第8装甲旅以及250门火炮的支援下向党卫军第12装甲师与装甲教导师的结合部发动无足鸟行动。行动的第一个目标为丰特奈莱佩斯内，但该市镇内顽强抵抗的德国守军使得英军无法在第一天攻下该镇。一个英军步兵营在坦克的支援下向西绕过村镇并夺取泰塞伍德（Tessel Wood），虽然德军在此处发动了数次反攻但均被英军火炮及战机所击退。直到该日傍晚，第49师未能抵达劳雷，这使得这一对于第八军团右翼至关重要的地区依旧在德军的控制之下。无足鸟行动迫使党卫军第一装甲军将党卫军第12装甲师剩余的坦克派往前线并计划于次日向英军第三十军发起反攻。在晚间，位于丰特奈莱佩斯内的德军部队撤离该处以重整前线，英军第49师的步兵随即在拂晓前占领该村镇。

## 战役经过

### 6月26日

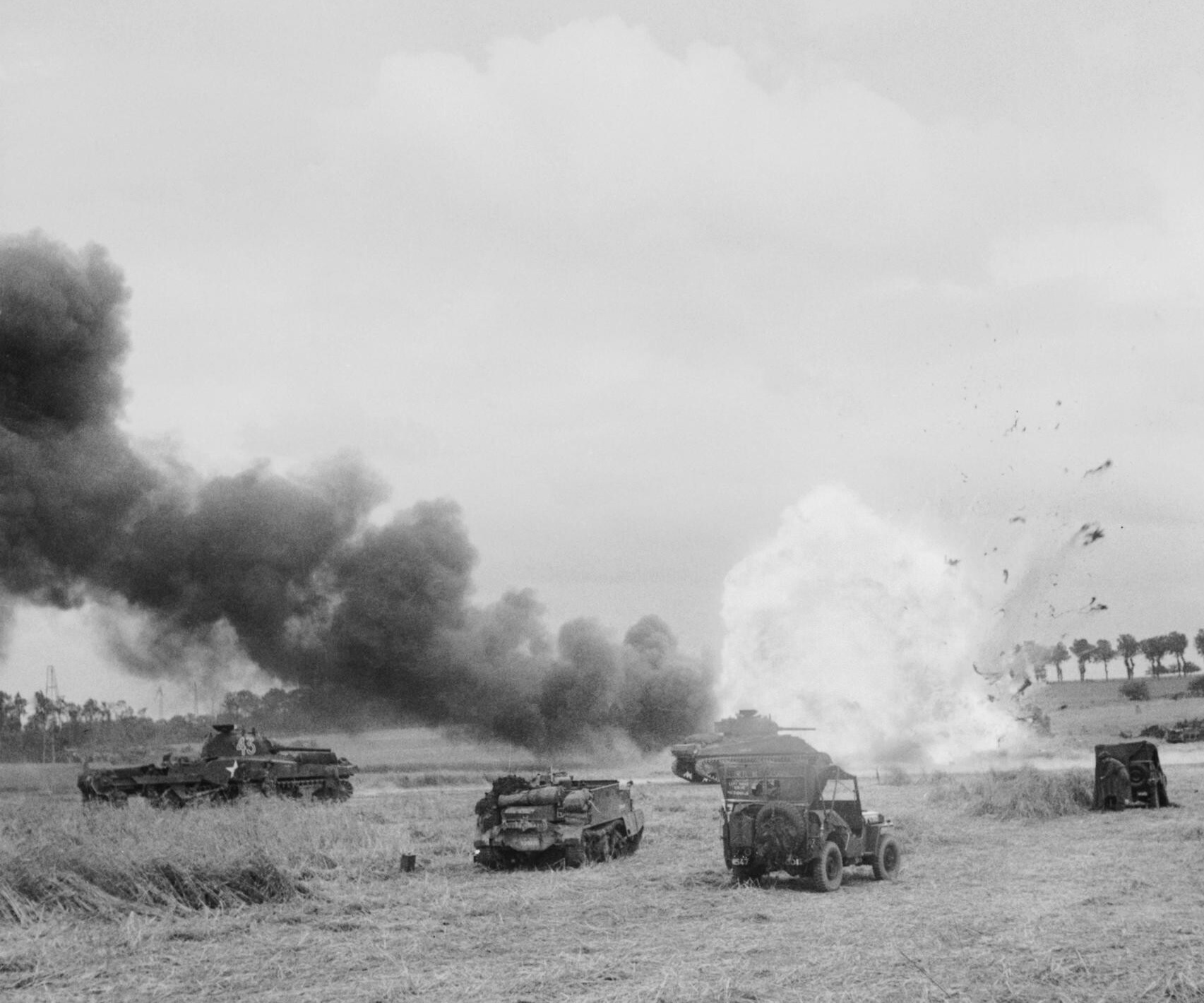
1944年6月26日，英军第11装甲师的一辆弹药运输车在埃普索姆行动期间被一枚迫击炮弹击中而发生爆炸。

糟糕的天气阻碍了埃普索姆行动的开始阶段——大雨导致阵地变得泥泞不堪；行动前数小时，大雾笼罩英国本土，这导致原本支援作战的飞机无法起飞。驻扎在诺曼底的英国皇家空军第83航空联队则可以在行动期间提供空中支援。
6时50分，英军第49（西赖丁）步兵师继续进行无足鸟行动，即使当时第八军团大部分火炮都投入在主要行动中。而德军此时已经有足够的兵力减缓英军的推进，并可使用装甲部队发起反击。德军的反击在初期阶段初夺回部分失地，但英军装甲部队不久后顶住了德军的反攻。双方随后在较为局限的地区展开会战。党卫军第12装甲师师长库尔特·迈尔（时任军衔为党卫军旗队长）在当天午时得知，英军将会在东面展开一场大型攻势，他随即停止反攻并将装甲部队撤回至劳雷南面。第49师随后在当日内得以继续向前推进，部队最终在劳雷正北面停止进军。

6月26日，第46步兵旅 (联合王国)隶属于锡福斯高地步兵团第7营的士兵在风笛手的带领下向前推进。

7时30分，隶属于第15（苏格兰）步兵师的第44（低地）步兵旅与第46（高地）步兵旅，在第31坦克旅以及344门使用滚动弹幕射击（rolling barrage）的火炮的支援下，从进攻起始地点发起进军。由于途径的勒梅尼勒帕特里市镇及周边布有大量防御工事及地雷，第46步兵旅只得在没有装甲支援的情况下推进，其坦克部队被迫需要谨慎穿越市镇周围的雷区。隶属于格拉斯哥高地步兵团的第2营在进攻过程中仅遇到较轻抵抗，同时隶属卡梅伦步兵团的第9营攻入党卫军第12装甲师所属的掷弹兵部队，德军部队在炮火越过其阵地后随即反击。英军部队于当日10时与其装甲部队会合后，上述两个营便展开与德军争夺其预定目标——舍镇与勒豪特杜波思刻（Le Haut du Bosq）——的战斗直至午时。
第44步兵旅在行动最初仅受到微弱抵抗，但在部队抵达一条德军驻防的小河时遭到德军的强烈反击。在当天8时30分至9时30分，该旅隶属于皇家苏格兰遂发枪团的第6营与皇家苏格兰团的第8营均已抵达其最初预定目标——圣芒维厄诺尔雷与拉高卢（La Gaule）。在经过多次近距离厮杀后，英军预计目标市镇在午后即可攻克，但其随后发现区域内依旧有坚守的德军残部。虽然第21装甲师和党卫军第12装甲师动用步兵与坦克两次企图夺回圣芒维厄诺尔雷，但均被英军猛烈的炮击击退。这一带的德军前哨防线主要由党卫军第12装甲师第26装甲掷弹兵团1营以及师属工兵营组成，而当时第26装甲掷弹兵团大部已被击退。因为在前一天的战斗中英军并未攻克劳雷，这使得驻守在该处的德军部队使用间瞄火力（Indirect fire）向英军反击，对英军（尤其是在舍镇）造成的大量伤亡。

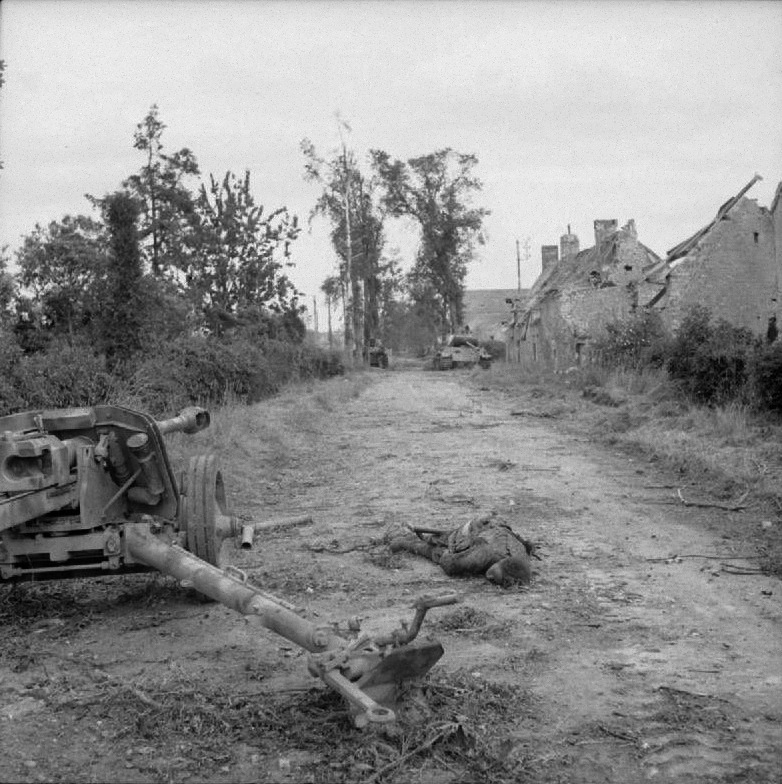
无足鸟行动期间，位于丰特奈莱佩斯内市镇的德军75毫米反坦克炮以及一旁死去的炮兵组员，远处是一辆损毁的豹式坦克。

12时50分，一支英军第11装甲师侦查团的中队受命向奥东河推进，为后续装甲旅渡河作战做准备。由于村庄周围的雷区、街道上的废墟以及德军防御部队的坚守，该团的进攻行动直到14时才能够得到进展。直到14时30分，中队抵达舍镇南面的山岭。英军部队在该处与德军装甲部队遭遇，德军部队包括隶属于党卫军第12装甲师的20辆四号坦克、党卫军第101重坦营3连的虎式坦克以及第21装甲师的装甲部队。尽管第11装甲师有更多的坦克抵达前线，但强劲的德国守军成功阻挡了英军的攻势。到当日结束，第11装甲师已损失21辆坦克。当天18时，隶属于第15（苏格兰）步兵师的第227（高地）旅奉命参加战斗。该旅因为支援其师中其他部队作战而使得进攻有所延迟，只有隶属于戈登高地步兵团第2营的两个连队获得了较大进展。直至21时，他们已进入科勒维尔北部的郊区。但不久后他们被德军的反攻与后方部队切断。在经过惨烈与混乱的战斗后，其中的一个连队得以突围重新回归步兵营。德军元帅隆美尔于当晚从党卫军第二装甲军内抽调了所有可用单位以阻挡英军攻势。

### 6月27日

一辆在埃普索姆行动期间被用作撤退伤员的通用载具

由于在夜间没有任何战斗发生，德军指挥官认为英军的攻势已经得到遏制。27日凌晨，党卫军第二装甲军受命准备向巴约方向展开反攻。在英军第八军团的右翼，党卫军第一装甲军动用80辆坦克展开反攻行动。但英军的炮击扰乱了这次反攻，随后第49（西赖丁）步兵师属部使用反坦克炮成功挫败德军，并继续保护第八军的右翼。当日16时，第49步兵师在经过与党卫军第12装甲师的血战后占领劳雷。在第八军的进攻下，德军被迫转移。虽然德军依然控制着劳雷以南的一处高地，但劳雷的失守使其失去了一处重要的观察哨。
4时45分，第227（高地）步兵旅中隶属于高地轻步兵团的第10营继续展开进攻。该营在丘吉尔坦克的支援下，计划在加夫吕渡过奥东河。但高地步兵立刻遇到了党卫军第12装甲师属部的强烈抵抗。即使有重型火炮的支援，英军也未能在当天取得进展，战斗中双方都遭受了重大伤亡。7时30分，同属第227旅隶属于阿盖尔及萨瑟兰高地步兵团的第2营，向奥东河畔巴尔龙村西北面位于图尔茂维尔（Tourmauville）的桥梁推进。由于德军此时正与高地轻步兵进行交战，第2营在第23轻骑兵团的支援下相对容易地向科勒维尔推进。德军小股驻军在88mm火炮的支援下对英军造成惨重伤亡，使得英军直到下午之前无法接近村庄。大约17时，该营成功占领桥梁并建立桥头堡。直至19时，第23轻骑兵团下属的两个已减员的中队，以及一个隶属于阿尔伯特亲王步枪旅第8营的步兵连队已跨过奥东河抵达桥头堡阵地。
第43（威塞克斯）步兵师随后接替位于舍镇与圣芒维厄诺尔雷周遭的第15（苏格兰）步兵师。当该师第214步兵旅中隶属于康沃尔公爵轻步兵团的第5营进入舍镇郊区时发觉情况不妙：原本驻守该处的苏格兰步兵已经向前运动，而党卫军第12装甲师的掷弹兵重新占领无人驻守的阵地。该营随即发起进攻以重新夺取失地，9时30分，部队遭到了来自第2装甲师的六辆豹式坦克的反攻。这次反攻成功切入舍镇并在英军将其击退之前击毁数门反坦克炮。第2装甲师后续的进攻均被英军所阻挡，但此时整个前线已是“一场零星战斗交织成的混乱”。在之后的早晨及午后，苏格兰步兵与第4和第29装甲旅不断扩展奥东河北面的突出部，并保护阿盖尔及萨瑟兰步兵团步兵的后方。第11装甲师第159步兵旅于夜间乘卡车经过狭窄的“苏格兰走廊”运至图尔维尔（Tourville），随后步兵离开载具从该地徒步越过奥东河并增援桥头堡阵地。在夜间，魏丁格尔战斗群——来自党卫军第2装甲师（“帝国”师）规模2,500人的装甲集群——抵达前线并交由装甲教导师指挥。

### 6月28日
6月28日凌晨，来自党卫军第1装甲师（阿道夫·希特勒警卫旗队）的弗雷战斗群（Kampfgruppe Frey）抵达前线交由党卫军第12装甲师指挥。8时10分，第七集团军司令弗雷德里希·多尔曼大将命令党卫军上将保罗·豪塞尔调动党卫军第二装甲军向舍镇南面发动反攻。但豪塞尔反映称其所属单位大部并未抵达前线，因而反攻最早需要到明天才能发起。多尔曼的突然去世使得德军的指挥变得混乱不堪，而此时隆美尔与西线总司令格尔德·冯·伦德施泰特正在前往与希特勒会议的途中，他们并未了解这一情况。直到当天15时，豪塞尔被任命为第七集团军总司令，威廉·毕特利希接替他担任党卫军第二装甲军军长。（豪塞尔被建议继续保有该军的指挥权直到第二天清晨）直至隆美尔返回诺曼底之前，豪塞尔实际为前线最高指挥官。当天17时，德军的前线指挥构架再次得到更改；豪塞尔的第七集团军被派遣前去抵挡美军，莱奥·盖尔·冯·施韦彭堡上将的第五装甲集团军被派遣抵挡英加联军的进攻。

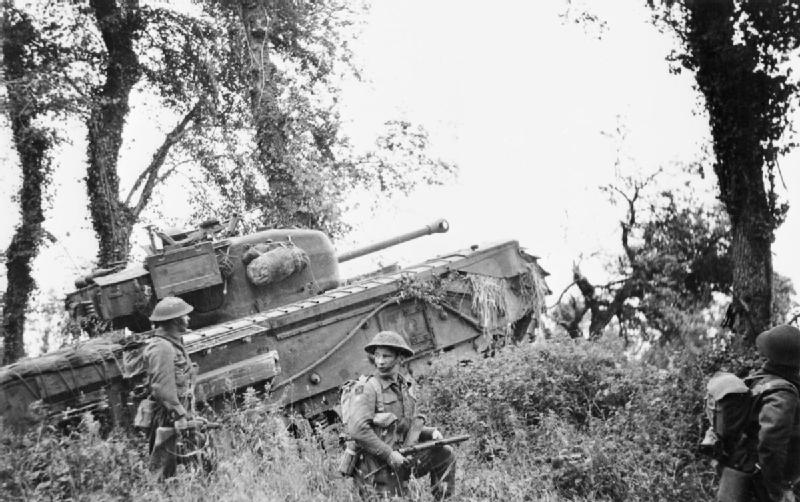
1944年6月28日，埃普索姆行动期间，一辆第31坦克旅第7皇家坦克团的丘吉尔坦克正支援皇家苏格兰步兵团第8营的步兵。

第15（苏格兰）步兵师在坦克的支援下于5时30分发起了新一轮冲击，试图占领奥东河畔格兰维尔。在经过火炮轰击与近距离巷战后，苏格兰步兵在13时前占领村庄，并击退德军随后发动的反攻。当天6时，德军展开了强劲的侧翼攻势试图消灭英军突出部。东侧的弗雷战斗群在第21装甲师的四号坦克的支援下于奥东河北面发动进攻。该部抵达穆昂与图尔维尔，而后英军从舍镇方向发动反攻，双方爆发了一整天混乱惨烈的战斗。弗雷战斗群尝试夺取穆昂，但拥有装甲支援的英军阻挡了德军，不过英军也未能夺回村庄。英军巡逻队随后发现马瑟莱特（Marcelet）已部分处于真空状态，并且德军前线已向卡尔皮屈埃方向后退。
在西侧，魏丁格尔战斗群在豹式坦克的支援下尝试再次占领布雷特维莱特（Brettevillette）、奥东河畔格兰维尔并最终占领蒙德兰维尔。但此处的英守军凭借顽强的战斗，最终阻止德军的推进。魏丁格尔战斗群此时与弗雷战斗群的先头部队仅相距6英里（0.97公里）。
在奥东河南面，阿盖尔及萨瑟兰步兵团的步兵于9时自桥头堡向外推进，试图占领加夫吕北侧的桥梁。经过持续到下午的激战后，苏格兰步兵占领村镇与桥梁。隶属于第11装甲师的步兵占领奥东河畔巴尔龙以扩展桥头堡，第23轻骑兵团在步兵的陪同下向112号高地（49°7′7″N 0°27′34″W / 49.11861°N 0.45944°W）进发。部队在占领高地的北侧斜面并击退位于山顶的德军之后，遭到反斜面掘壕固守的德军部队阻挡。党卫军第12装甲师随后发动了数次反攻，至15时，经受损失的轻骑兵装甲部队由第3皇家坦克团接替，但至此双方都无法完全控制高地。到这一天战事结束时，第11装甲师已在该斜面上损失近40辆坦克并已被德军三面包围，而英军后续部队仍在试图增援前线。

### 6月29日
随着英国以及诺曼底上空的天气好转，豪塞尔的反攻准备活动开始不断地受到盟军战机及火炮的袭扰，这使得反攻的开始时间推迟到下午。根据空中侦察与德军增援部队的规模，欧康纳推测德军正在筹划反攻。第三十军此时在北面，距离第八军较远，使得后者的右翼暴露。欧康纳希望推迟第一军的进攻计划并下令让第八军进入防御状态。登普西根据“Ultra”（盟军破译德国秘密无线电通讯的组织）的情报得知德军进攻在即，并批准了欧康纳的提议。第八军团随后开始整顿应对德军的进攻。豪塞尔的后勤补给部队部署在埃夫雷西—努瓦埃尔博卡基—维莱博卡日一带。在当天早晨至午后，皇家空军重点攻击其后勤部队，并声称摧毁德军载具超过200辆。
第八军发动了数次袭扰行动。当日8时，第43步兵师第214步兵旅隶属于伍斯特郡步兵团的第1营，在弹幕射击后向穆昂发起冲击，且没有装甲部队支援。当天11时之前，步兵营击退了党卫军第1装甲师的装甲掷弹兵，同属214步兵旅的隶属于萨默塞特轻步兵团的第7营向前线运动，于卡昂-维莱博卡日的道路上掘壕驻守。第43步兵师第129旅清除了奥东河畔图尔维尔附近的植被与果园，随后其于奥东河畔巴尔龙北面跨过奥东河并清肃南岸。第15步兵师第44旅，试图向奥东河进军并支援加夫吕桥的守军，但遭到德军阻挡，致使该处的守军孤立无援。在突出部内第44皇家坦克团攻取埃夫雷西北面的113号高地(49°6′14″N 0°30′45″W / 49.10389°N 0.51250°W)失败，他们在与党卫军第10装甲师遭遇后损失六辆坦克。第11装甲师的属部从112号高地西面向埃斯屈艾诺特尔当发起进攻，但德军将其击退。第11装甲师第29装甲旅隶属于阿尔伯特亲王步枪旅的第8营以及第3皇家坦克团，向112号高地南面发起进攻并击退该处德国守军。
豪塞尔计划动用党卫军第9装甲师，其左翼由魏丁格尔战斗群掩护，包抄奥东河北面的英军突出部；而此时党卫军第10装甲师计划重新夺回河南岸的加夫吕与112号高地。14时，党卫军第9装甲师的进攻在猛烈的火炮掩护下展开，第19及第20装甲掷弹兵团在豹式坦克、四号坦克以及突击炮的支援下向格林维尔、勒豪特杜波思刻、勒瓦尔图进攻并计划最终夺回舍镇。在勒瓦尔图，德军击退了英军某一连队并进入市镇。在镇内的英军反坦克炮击毁了四辆德军坦克，随后的火炮轰击迫使德军步兵撤退。战斗在格林维尔外围演变成夹杂着肉搏的混战。装甲掷弹兵虽占领了一处有利的林地但不久英军反击，夺回了阵地。德军装甲掷弹兵声称其已占领村镇但并无任何英方资料佐证这一说法，到当日傍晚，英军步兵已控制该村镇。
当天16时左右，英军俘获了一名党卫军第9装甲师执行侦查任务的军官。 英军从这名军官身上发现了一副地图以及记录德军新一轮进攻的记事本。18时30左右，德军向第15（苏格兰）步兵师的右翼发起进攻。此时英军的单位正在换防，因此德军坦克与步兵在混乱之中渗透进入英军防御阵地，部分单位在推进了2英里（3.2千米）之后才遭到较强抵抗。 直至23时，英军已遏制住党卫军第9装甲师的进攻。原本计划的向英军东侧发动的辅助进攻因皇家空军的轰炸而无法进行。
14时30分，党卫军第10装甲师发动被推迟的进攻。5个小时的战斗之后，德军将加夫吕的苏格兰步兵守军击退至村庄北面桥附近的包围圈中。随后英军的火炮轰击迫使德军撤退，但英军无法重新占领村镇。党卫军第10装甲师下辖的第10装甲团第2营以及21装甲掷弹兵团第2掷弹兵营，向113号高地挺进并在埃夫雷西遭遇第44皇家坦克团与隶属于国王皇家步兵团的第2营（上述两支部队均隶属于第4装甲旅），随后英军阻挡了试图占领高地的德军。战斗持续到当天结束，原定的进攻112号高地的计划被推迟。德军声称击毁英军28辆坦克，而英方记录为12辆。
登普西根据当天德军所发动的反攻而推测在之后会有更多的反攻行动，他随后从第43步兵师抽调了一个旅加强奥东河桥头堡的防御并缩小防御战线。隶属于第11装甲师的159步兵旅交由第15（苏格兰）步兵师指挥；同时应欧康纳要求步兵增援的请求，登普西将新到达的第53（威尔士）步兵师编入第八军团，其先头旅在当晚抵达了埃普索姆行动初始线附近。为保卫112号高地，英军必须同时控制埃夫雷西以及113高地，而英军对此并没有足够的兵力，因此登普西下令第29装甲旅弃守高地。为防御奥东河及劳雷之间的区域，登普西将第29装甲旅于傍晚后向北撤至奥东河对岸，准备应对德军的下一步进攻。

### 6月30日

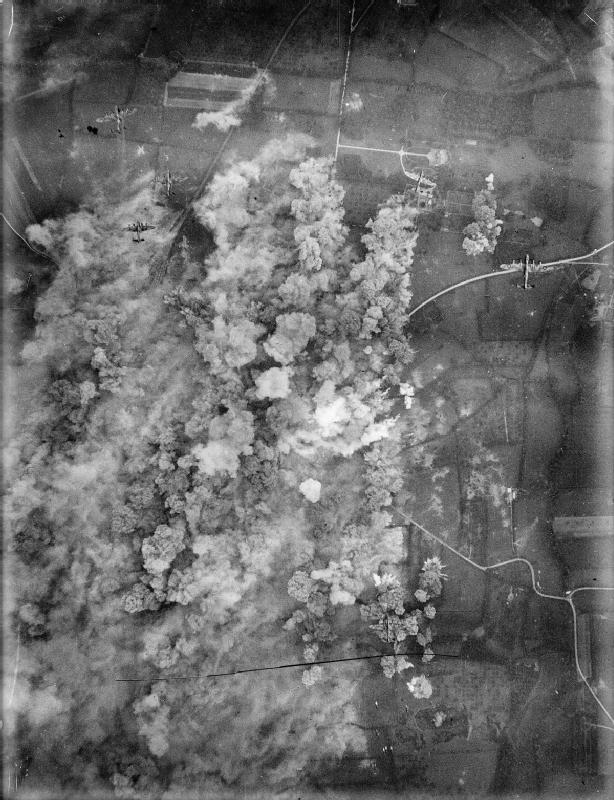
1944年6月30日，维莱博卡日。该镇于当天遭受皇家空军重型轰炸机空袭，256架飞机投放共计1,100吨炸弹。

毕特利希下令于6月29-30日的夜间继续进行攻势，以防止遭到盟军的空中袭击。党卫军第9装甲师第19及第20团在夜幕中继续向奥东河畔格兰维尔与勒瓦尔图进攻，但奥东河北岸的第11装甲师以及英军猛烈的炮火使得德军无法取得进展。1时20分，党卫军第10装甲师开始向112号高地运动，德军在猛烈的弹幕射击掩护下向已撤离的英军阵地冲击。德军此时并不知道英军已经先行撤退，党卫军第10装甲师的掷弹兵及坦克从南及西南方向；党卫军第12装甲师从东及东南方向夺取高地。在进攻过程中没有遇到英军，直到当日中午，德军已占领高地。随后英军的反攻及火炮射击瓦解了德军向奥东河畔巴尔龙的后续进攻。
毕特利希停止了对第八军的反攻。当日夜晚，第七集团军司令豪塞尔告知指挥部其反攻因“敌军的顽强抵抗”以及盟军火炮与舰炮轰击而暂停。登普西于此时停止了埃普索姆行动，因其预估德军将于其后继续进行反攻至此，双方前线除小规模袭扰行动外基本趋于稳定，在当天剩余时间内双方均使用火炮轰击对方阵地。皇家海军罗德尼号战列舰向疑驻有德军指挥部的部分村庄进行炮轰。事后发现，党卫军第一装甲军的指挥部即在轰炸范围内。由于英军没有进一步进攻的打算，位于加夫吕桥的苏格兰守军于当日下午撤出阵地回到奥东河对岸。20时30分，250架皇家空军重型轰炸机对维莱博卡日进行大规模轰炸，该镇为德军一重要的交通枢纽。英军试图籍此打击镇内的德国军队，但不幸的是，当时镇内只有法国平民。

### 7月1日
党卫军第二装甲军在经过近一天的部队组编后继续进行反攻。因为毕特利希对英军停止行动一事并不知情，加上当天多云的天气会影响盟军的空中火力，所以他认为这是阻止第11装甲师继续向奥恩河推进的一个好时机。党卫军第10装甲师在猛烈的迫击炮与火炮的支援下于拂晓前发起进攻。 德军很快攻占奥东河畔巴尔龙，但随后英军第31坦克旅向德军发起反攻，村庄易手。英军猛烈的火炮轰击瓦解了党卫军第10装甲师从112号高地发动的进攻。不久之后，英军巡逻队在高地北斜面发现了约300到400具装甲掷弹兵尸体。
党卫军第9装甲师在当天试图突破英军在劳雷与奥东河之间的防线。该部得到来自党卫军第2装甲师的装甲掷弹兵部队的补充，他们在火炮的掩护下突破了英军的外围防线。德军在推进至劳雷以及东南方向的高地时被英军第二道防线所阻挡，但部分单位突破至勒豪特杜波思刻。随后的进攻都遭遇到了猛烈的炮火而无任何进展。在傍晚，一场包含谢尔曼“萤火虫”坦克以及丘吉尔喷火坦克的英军反攻成功将德军击退至其进攻起始线。双方的进攻行动均受到较大伤亡，英军声称共击毁30辆德军坦克（主要由第49（西赖丁）步兵师完成）。党卫军第12装甲师于清晨被击退，其他德军单位的进攻亦因英军的炮火而终止。

## 战役结果

### 分析

一名武装党卫军士兵正装填一门81毫米迫击炮

卡罗·德艾斯特（Carlo D’Este）在1983年的书中写到，当时对于英军来说最理想的进攻地点应为盟军阵地最东侧的奥恩河桥头堡——该进攻计划曾被蒙哥马利、登普西以及欧康纳认为是不切实际的。部分学者认为埃普索姆行动的目的在于夺取更多地域，但也有部分学者认为行动另有其他意图。威廉姆斯于2004年指出由于“Ultra”的情报截获，蒙哥马利得知隆美尔将会向巴约发动攻势，而埃普索姆行动的目标则是阻止德军的这一攻势。威尔莫特在1952年的撰写中认为，行动的目标是将德军党卫军第一装甲军以及不久前抵达前线的党卫军第二装甲军引入卡昂附近的战斗当中。哈特认为，蒙哥马利的目的在于保持主动权并阻止德军西调其装甲部队以对付美军第一集团军；亦或阻止其被其他部队接替而形成一支装甲预备队。黑斯廷斯在1985年的书中写到，“一个神志清醒的指挥官”不可能发动一场如此规模的、却没有“丝毫突破德军防线或者至少击退德军的可能”的行动。德艾斯特写道，“埃普索姆行动的真正意图实际上是对卡昂发动一场浅近纵深的钳形攻势。”
劳埃德·克拉克（Lloyd Clark）对于该行动的评论是：“在战场上，埃普索姆行动以不光彩的平局而告终”，对于埃普索姆行动的效果的判断，经常受到对蒙哥马利的作战目标的不同看法而阻碍。在书面命令上，蒙哥马利要求部队渡过奥恩河并占领卡昂南面的高地，但这一目标并未实现。但克拉克认为该行动包含潜在的目标与战略意图，这相比单纯占领高地来说显得更为重要。安布罗斯（Ambrose）在1971年写到，埃普索姆行动是一场偏离计划的军事行动，德艾斯特称该行动为“一场未完成其宏大目标的行动”，并认为该行动为一场“可耻的失败”。2004年，特鲁（Trew）和巴德西（Badsey）在书中认为该行动以英军的失败告终——“使得德军动用六个装甲师的大部前去抵挡埃普索姆行动并使英军未达到其最终目标。”雷诺兹（Reynolds）在2002年的书中写到，如果德军未动用其六支装甲师，英军将极有可能完成其战役目标。达格利什（Daglish）在2007年写到，尽管行动未达成其原定计划，但埃普索姆行动却是一个战略性成功。通过将第11装甲师从奥东河对岸撤回并转入预备队，第21集团军群在卡昂附近形成了新的攻势姿态。直至6月末，德军在诺曼底的所有装甲部队均被集中至第二集团军的前线。
舒尔曼（Shulman）在1947年写道，随着6月份德军装甲部队第二次反攻的失败，德军指挥官已经消耗掉其最精锐的作战部队。雷诺兹（Reynolds）则写道，尽管英军在行动中受到了不小的伤亡，但其对德军造成了“灾难性的损失”（grievous losses）。在1945年出版的第七军团战史中，杰克逊（Jackson）写到，埃普索姆行动未达到其表面上的目标，但“作为蒙哥马利在诺曼底进行的一系列的急促连续的进攻的一部分来看，埃普索姆行动的重要性则变得明朗起来，并且毫无疑问的是，该行动为盟军在这一区域的最终胜利起到了不可忽视的作用”。德艾斯特写到，德军所承受的损失“完全是人员以及物资方面的”。考普（Copp）在2003年写到，大多的战后分析习惯采用单纯的“输与赢”的角度分析该行动，但实际上从双方损失的角度分析更为合适。考普指出，当德军失去阵地后依照惯例进行的反击中，其遭受的损失很难被及时地补充。“在7月22日的一次反攻中，党卫军第10装甲师重新夺回班普拉斯（原文为 Bon Repas，应为勘误）至埃夫雷西的道路，从单纯的输赢角度来说，这对于德军是一次胜利，但如果从损失的角度来看则完全相反。”
2013年，巴克利（Buckley）在书中写到，至7月1日，战斗已演变成一场僵局。英军固守奥东河南岸但已撤出112号高地，这可能是一个操之过急的决定。德军在投入了预备队后维持了一条连续的前线，这使得其无法再动用西方装甲集群（即第五装甲集团军）进行计划的反攻。这使得埃普索姆行动以盟军成功达到对德军消耗的战略目的而以胜利告终。如果从行动目的来看，即突破德军的卡昂防线并使其被迫退出卡昂，埃普索姆行动显然未达到其目的；但对于蒙哥马利的战略来说，该行动可算是一场惨胜。德军在诺曼底的防御从未恢复至埃普索姆行动之前的水平；德军不仅丧失了战略的主动权，其反攻战术亦在盟军的强大火力下，以高于英军的伤亡宣告失败；德军防御所基于的指挥构架以及计划亦被行动所扰乱。

### 伤亡

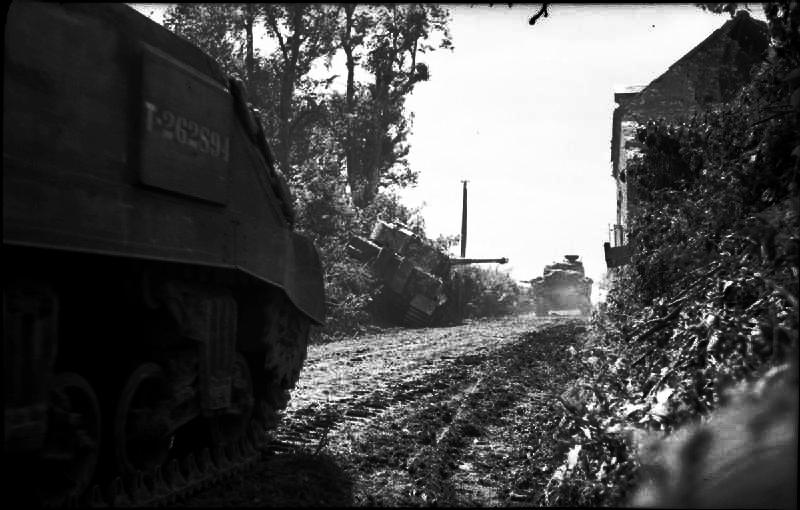
英军谢尔曼坦克经过一辆被击毁的虎式坦克。

根据克拉克的书籍，第15（苏格兰）步兵师承受了2,331人的伤亡：288人阵亡，1,638人受伤，同时从6月27日-7月2日间有794人失踪。第11装甲师与第43（威塞克斯）步兵师的伤亡为1,256人，其中第11装甲师阵亡257人。书中并没有记载参与初期行动及支援埃普索姆行动的单位的伤亡情况，诸如第49（西赖丁）步兵师，第51（高地）步兵师以及第8装甲旅。自6月26日至30日，第八军团的损失包括470人阵亡，2,187人受伤以及706人失踪。在7月1日，新增伤亡包括488人阵亡及受伤，227人失踪。这些数据不包括参与初期行动及支援埃普索姆行动的单位。德方在战役中承受了超过3,000人的伤亡，其中党卫军第9装甲师伤亡1,145人，党卫军第10装甲师伤亡571人，党卫军第12装甲师伤亡1,244人。自6月26日至7月1日子夜，德军共损失126辆坦克，这其中包括了41辆豹式坦克及25辆虎式坦克。2015年，奈皮尔（Napier）公布了一组新的装备损失数据，德军与英军分别损失125辆与150辆坦克。

### 后续行动
隆美尔在投入了最后的战略预备队后控制住了英军的攻势。6月29日，他向希特勒请求让第七集团军且战且退至塞纳河一线；同时法国南部的德国守军应同时运动以在塞纳河至瑞士边境一线形成一道新的防线。这个提议受到了豪塞尔的赞同，他在6月30日提交了离职申请。受到奥东河战斗的激励，希特勒声称“我们必须阻止这场运动战继续发展下去”并下令让诺曼底的守军进行“积极不屈的防御计划”。7月2日，苏格兰巡逻队首先察觉这一迹象。他们发现奥东河东岸的德军正在挖掘战壕。两天后拍摄的航拍照片显示德军挖掘修筑了大量的武器阵位。至7月8日，与第八军团相对的德军部队已完成战壕工事的修筑并据此固守。双方为占据更好的战术阵位而导致了部分战线变化。7月2日，党卫军第12装甲师占据丰坦埃图佩富。
第八军团的初次进攻便突破了德军精细的防御工事并突入近6英里（9.7公里）。德军在投入最后的预备队后成功遏制住了英军的攻势并对其造成了超过4,000的伤亡，德军自己也付出超过3,000伤亡的代价。德军指挥官被迫冒险投入装甲预备队在劣势的情况下发动反攻。超过120辆德军坦克被摧毁，剩余的部队由于编制混乱而无法发动有效的攻势。即使步兵师随后接替了装甲部队，它们也被迫继续留在前线而无法转入预备队进行休整。

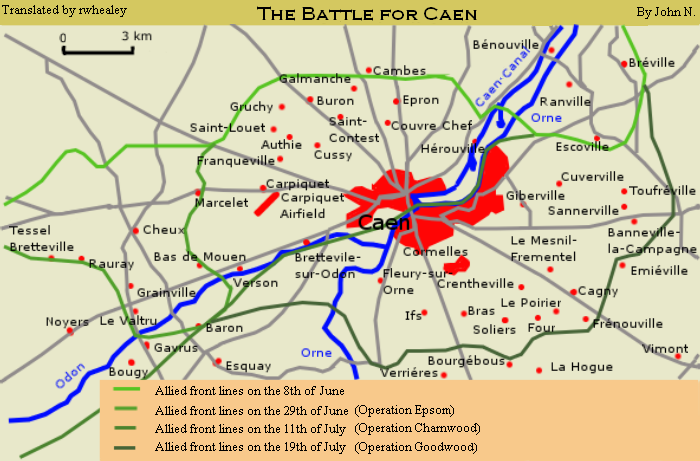
卡昂及附近地区军事行动示意图

消耗逐渐增加的静态防御导致了德军高层之间的分歧。伦德施泰特在7月1日的晚间谈话中对威廉·凯特尔说道：“求和啊，你们这些白痴”（英文原文为：“Make peace, you fools.”）。不久之后，君特·冯·克鲁格接替其为西线陆军总司令。由于在战役计划上与希特勒的分歧，莱奥·盖尔·冯·施韦彭堡由海因里希·埃伯巴赫接替为第五装甲集团军司令。
在战斗间歇，双方均调整了其阵地部署。第53（威尔士）步兵师接替了位于英军突出部西侧的第15（苏格兰）步兵师，第43（威塞克斯）步兵师接替了仍旧固守奥东河桥头堡的第11装甲师的步兵单位。德军亦调派第277步兵师前往接替党卫军第2装甲师的战斗群以及党卫军第9装甲师。
几天后，英军第二集团军发动了查恩伍德行动试图夺取卡昂。这场攻势包含了被推迟的向卡尔皮屈埃的进攻，原本此次进攻包含在埃普索姆行动中，代号为渥太华行动，而此时已更名为温莎行动（Operation Windsor）。在一场正面进攻中，英军攻占卡昂北部。城市剩余部分亦在7月第三周的大西洋行动以及古德伍德行动（Operation Goodwood）中被英军占领。此时奥东河谷的战斗仍在持续，7月10日，第八军团发动木星行动企图击退奥东河畔巴尔龙附近的德军部队，重新占领112号高地并向奥恩河推进。第二次奥东河战役开始于7月15日，以转移德军对于古德伍德行动的注意力。第二次奥东河战役被认为是诺曼底战役中最惨烈的一场遭遇战。

### 战斗荣誉
在1944年6月25日至7月2日参加及支援埃普索姆行动的34个军事单位先后于1956年、1957年及1958年被授予“奥东”（Odon）荣誉称号。该荣誉的授予同时包括四项行动荣誉称号：6月26-27日的“丰特奈莱佩斯内”、6月26-27日的“舍镇”、6月27日的“图尔茂维尔”（Tourmauville）以及6月29日至7月2日的“劳雷防御战”（Defence of Rauray）。

## 注解
1. ↑  切斯特·威尔莫特写道“快速占领卡昂这一重要城市以及卡尔皮屈埃的周遭是约翰·克罗克中将最富雄心以及最困难的任务。[2]因为其部队位于登陆最末端的海滩，火力暴露较为严重且距离目标较远，因而任重道远。[3]”
2. ↑  其中包括552门野战火炮、112门中型火炮。48门重型火炮以及24门重型防空炮。第一军团：216门野战炮，32门中型火炮、16门重型火炮。第八军团：240门野战炮，16门中型火炮、16门重型火炮以及24门重型防空炮。第三十军团：96门野战炮、64门中型火炮以及16门重型火炮。[28]
3. ↑  进攻部队为女王卡梅伦步兵团（英语：Queen's Own Cameron Highlanders）第5营、锡福斯步兵团（英语：Seaforth Highlanders）第5营以及第13/第18轻骑兵团（英语：13th/18th Hussars），并有火炮及工兵部队支援。[34]
4. ↑  第83航空联队在埃普索姆行动期间共出动超过500架次飞机。[42]
5. ↑  党卫军第12装甲师原任师长弗里茨·维特于6月14日因皇家海军的炮轰而阵亡，库尔特·迈尔随即接替这一职务。[45]
6. ↑  其中一辆坦克得以逃脱，一辆倾覆，其余四辆被PIAT击毁。[59]
7. ↑  威尔莫特指出没有确凿的证据可以证明多尔曼是自杀身亡，其参谋长声称多尔曼是在浴室因心脏问题去世。[71]而其他学者则认为多尔曼为自杀。[68][70]
8. ↑  一份在《欧洲争夺战》（The Struggle for Europe）中的德军西线指挥结构图显示，在7月2日后施韦彭格由海因里希·埃伯巴赫接任。[73]历史学家劳埃德·克拉克与迈克·雷诺兹声称在整个埃普索姆行动期间施韦彭格一直在任。[68][72]在历史书籍《帝国之子》（Sons of the Reich）第四章注脚14中写道，皇家空军6月10日对施韦彭格指挥部的空袭只对其造成轻伤，虽然其参谋长与16名参谋不幸阵亡。[74]英国官方记录表明埃伯巴赫直到7月4日才接替施韦彭格；后者因其与希特勒的战役计划产生分歧，与伦德施泰特一同被免职。[75]
9. ↑  布雷特维莱特以及110阵地：第49（西赖丁）步兵师下辖的泰恩赛德苏格兰第1步兵营（英语：Tyneside Scottish#Second World War）、隶属于杜伦轻步兵团（英语：Durham Light Infantry）的第11营以及第8装甲旅下辖的第4/第7皇家近卫龙骑兵团（英语：4th/7th Royal Dragoon Guards）。奥东河畔格兰维尔以及勒瓦尔图（Le Valtru）：隶属于锡福斯步兵团的第7营、卡梅伦步兵团的第9营以及第9皇家坦克团（英语：9th Royal Tank Regiment）。[80]
10. ↑  德军团等同于英军旅。
11. ↑  威尔莫特指出该名军官携带有记录第二装甲军进攻计划文件。[84]埃利斯则认为其携带记录德军反攻计划的文件。[95]杰克逊认为该文件内容为其所属步兵团的行动计划。[94]
12. ↑  德军的坦克损失包括60辆4号坦克、30辆豹式坦克、8辆虎式坦克以及17辆3号突击炮。英军的损失为：64辆谢尔曼、10辆谢尔曼萤火虫、14辆克伦威尔、27辆司徒阿特以及35辆丘吉尔坦克，其损毁情况从至少需要24小时以上的维修到报废不等。[139]

## 注脚
1. ↑  Williams, p. 24
2. ↑  Ellis, p. 171
3. ↑  Wilmot, p. 273
4. ↑  Ellis, p. 78
5. ↑  Ellis, p. 81
6. ↑  Wilmot, pp. 284–286
7. ↑  Ellis, p. 247
8. 1 2  Forty, p. 36
9. ↑  Ellis, p. 250
10. ↑  Ellis, p. 254
11. ↑  Taylor, p. 10
12. ↑  Taylor, p. 76
13. ↑  Forty, p. 97
14. ↑  Ellis, p. 255
15. 1 2 3  Williams, p. 114
16. ↑  Wilmot, p. 322
17. 1 2  Williams, p. 113
18. 1 2 3  Williams, p. 118
19. ↑  Wilmot, p. 334
20. ↑  Reynolds, p. 13
21. ↑  Wilmot, map pp. 334, 321
22. ↑  Williams, p. 112
23. ↑  Ellis, p. 271
24. 1 2 3  Clark, pp. 20–21
25. ↑  Clark, p. 21
26. ↑  Jackson, pp. 12, 22, 27
27. 1 2 3 4 5  Clark, pp. 31–32
28. 1 2 3 4  Jackson, pp. 40, 30–31
29. ↑  Clark, p. 29
30. ↑  Jackson, p. 29
31. 1 2  Stacey, p. 150
32. ↑  Jackson, pp. 20, 22
33. ↑  Clark, p. 24
34. ↑  Ellis, pp. 274–275
35. ↑  Ellis, p. 275
36. ↑  Clark, p. 37
37. ↑  Clark, p. 39
38. ↑  Williams, pp. 115–116
39. 1 2  Meyer, p. 244
40. ↑  Clark, p. 40
41. 1 2  Clark, p. 45
42. 1 2  Ellis, p. 277
43. ↑  Clark, p. 42
44. ↑  Clark, pp. 42–43
45. ↑  Forty 2004, p. 29.
46. ↑  Clark, p. 43
47. ↑  Jackson, p. 32
48. ↑  Reynolds, p. 20
49. ↑  Jackson, pp. 32–33
50. ↑  Jackson, p. 33
51. 1 2 3  Ellis, p. 278
52. ↑  Clark, pp. 46–47
53. 1 2 3  Jackson, pp. 34–35
54. ↑  Clark, p. 51
55. 1 2  Fortin, p. 15
56. ↑  Wilmot, p. 343
57. 1 2  Wilmot, pp. 343–344
58. ↑  Clark, pp. 65–67
59. 1 2 3 4  Clark, p. 68
60. ↑  Clark, p. 67
61. 1 2 3 4  Jackson, p. 39
62. ↑  Saunders, p. 20
63. 1 2 3  Clark, p. 96
64. ↑  Jackson, pp. 39–40
65. ↑  Clark, p. 72
66. ↑  Jackson, p. 40
67. ↑  Reynolds, p. 21
68. 1 2 3  Clark, p. 73
69. ↑  Williams, pp. 111–112
70. 1 2 3  Reynolds, p. 22
71. 1 2  Wilmot, p. 344
72. 1 2 3 4 5 6  Reynolds, p. 23
73. ↑  Wilmot, p. 735
74. ↑  Reynolds, p. 32
75. 1 2  Ellis, pp. 320–322
76. ↑  Clark, p. 74
77. ↑  Clark, p. 79
78. ↑  Clark
79. 1 2  Jackson, p. 42
80. 1 2 3  Clark, p. 80
81. 1 2  Jackson, p. 41
82. ↑  Saunders, pp. 27–30
83. ↑  Saunders, p. 32
84. 1 2 3  Wilmot, p. 345
85. 1 2  Jackson, p. 44
86. 1 2  Jackson, p. 45
87. ↑  Clark, p. 87
88. ↑  Clark, pp. 87–88
89. ↑  Clark, p. 88
90. 1 2  Jackson, p. 49
91. ↑  p. 90
92. 1 2  Clark, p. 92
93. 1 2 3  Reynolds, p. 25
94. 1 2  Jackson, p. 50
95. ↑  Ellis, p. 283
96. ↑  Williams, p. 121
97. ↑  Williams, p. 122
98. 1 2  Reynolds, p. 27
99. ↑  Jackson p. 51
100. ↑  Reynolds, pp. 27, 28, 32
101. ↑  Clark, p. 93
102. ↑  Reynolds, pp. 27–28
103. 1 2  Ellis, pp. 284–285
104. ↑  Jackson, p. 52
105. ↑  Ellis, p. 285
106. ↑  Reynolds, p. 26
107. 1 2  Clark, p. 95
108. ↑  Reynolds, p. 28
109. ↑  Wilmot, pp. 345–346
110. ↑  Clark, pp. 95–98
111. ↑  Jackson, p. 55
112. ↑  Clark, p. 98
113. ↑  Jackson, p. 56
114. 1 2  Jackson, p. 57
115. 1 2  Clark, p. 101
116. 1 2 3  Reynolds, p. 30
117. 1 2 3  Jackson, p. 58
118. ↑  D’Este, 1983, p. 233
119. ↑  Wilmot, p. 342
120. ↑  Hastings, p. 171
121. 1 2  D'Este, p. 245
122. ↑  Clark, pp. 100, 104
123. 1 2  Ambrose, p. 428
124. ↑  Trew, p. 28
125. ↑  Reynolds, p. 31
126. ↑  Daglish, pp. 218–219
127. ↑  Wilmot, p. 348
128. ↑  Gill, p. 30
129. ↑  Jackson, p. 53
130. ↑  Shulman, pp. 132–133
131. ↑  Reynolds, p. 33
132. ↑  Jackson, p. 114
133. 1 2  Buckley (Editor), p. 18. Copp
134. ↑  Buckley, 2013, pp. 86–87
135. ↑  Clark, p. 109
136. 1 2  Jackson, pp. 37, 40, 44, 53, 55 & 59
137. 1 2  Clark, pp. 107–109
138. 1 2 3  Jackson, p. 59
139. 1 2  Napier, 2015, loc. 4315
140. 1 2  Wilmot,p.347
141. ↑  Clark, pp. 101–102
142. 1 2  Williams, p. 123
143. ↑  Williams, p. 124
144. ↑  Clark, p. 102
145. 1 2  Jackson, p. 60
146. ↑  Jackson, pp. 60–61
147. ↑  Reynolds, p. 35
148. 1 2  Williams, p. 131
149. ↑  Trew, p. 48
150. ↑  Clark, p. 103
151. ↑  Jackson, p. 61
152. ↑  Copp, p. 135
153. ↑  Rodger, pp. 242–243

## 相关阅读
- Beale, P. . Stroud: Sutton. 1997. ISBN 1-84015-003-3.
- Elstob, P.  Corgi. London: Jonathan Cape. 1974 [1960]. ISBN 0-55209-524-9. OCLC 9498717.
- How, J. J.  repr. Winnipeg: J. J. Fedorowicz. 2004 [1984]. ISBN 0-921991-81-9.
- Meyer, H. . Mechanicsburg, Pennsylvania: Stackpole. 2005 [1994]. ISBN 978-0-8117-3198-0.
- Saunders, T. . London: Leo Cooper. 2003. ISBN 0-85052-954-9.
- Zetterling, N. . Winnipeg: J. J. Fedorowicz. 2000. ISBN 0-921991-56-8.